# Alzoniella junqua
Alzoniella junqua е вид коремоного от семейство Hydrobiidae. Видът е световно застрашен, със статут Уязвим.

## Разпространение
Разпространен е във Франция.